# Kunzhai
Kunzhai (kinesiska: 昆寨, 昆寨苗族彝族白族乡) är en socken i Kina. Den ligger i provinsen Guizhou, i den sydvästra delen av landet, omkring 150 kilometer väster om provinshuvudstaden Guiyang.